# Distritos de Moçambique por província
Moçambique está dividido em 154 distritos, distribuídos por província do seguinte modo:

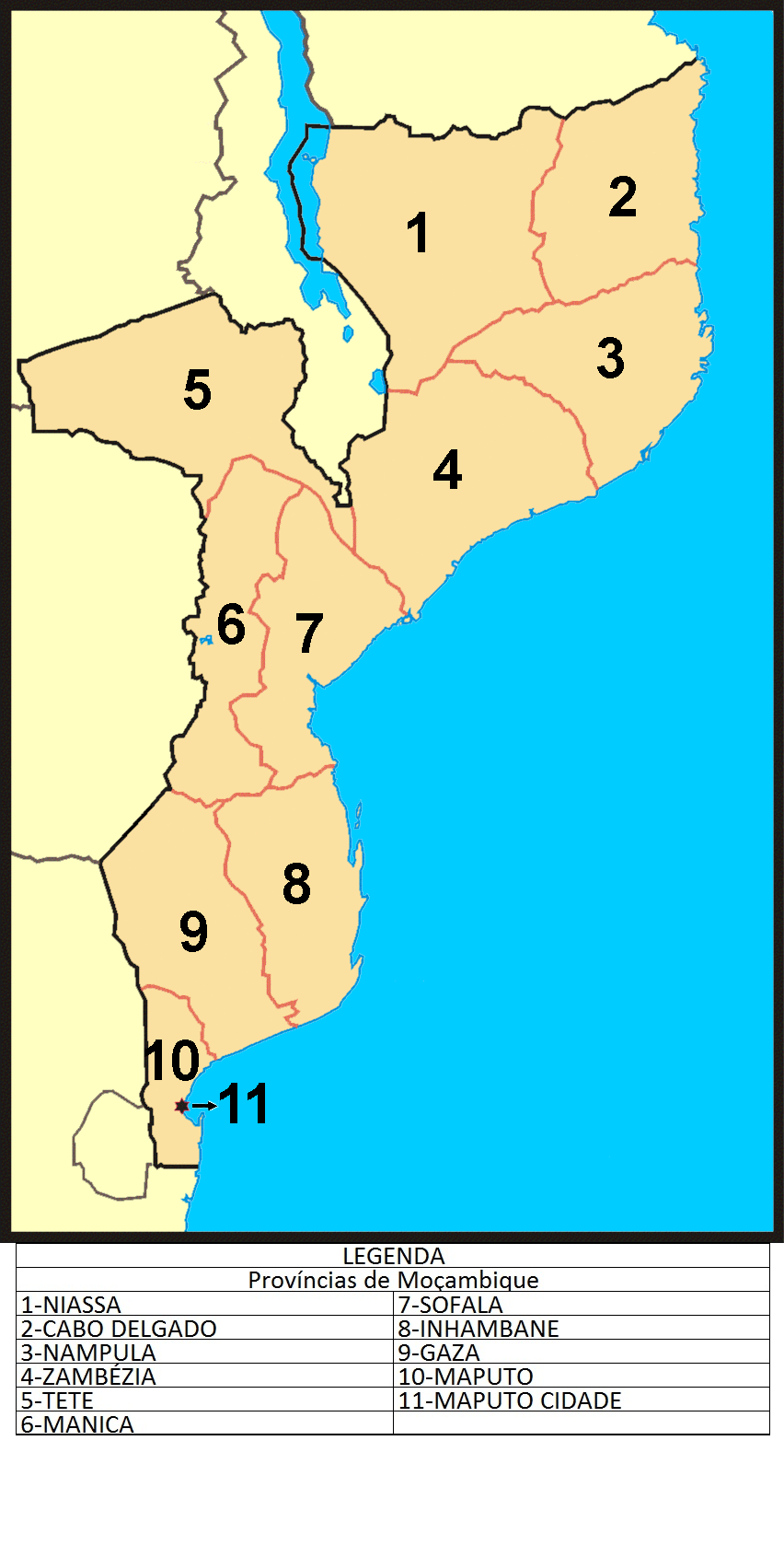
Províncias de Moçambique, Norte a Sul, por número com índice

Distritos de Moçambique

## Província deCabo Delgado
- Ancuabe
- Balama
- Chiúre
- Ibo
- Macomia
- Mecúfi
- Meluco
- Metuge
- Mocímboa da Praia
- Montepuez
- Mueda
- Muidumbe
- Namuno
- Nangade
- Palma
- Pemba e
- Quissanga

## Província deGaza
- Bilene
- Chibuto
- Chicualacuala
- Chigubo
- Chókwè
- Chongoene
- Guijá
- Limpopo
- Mabalane
- Manjacaze
- Mapai
- Massangena
- Massingir e
- Xai-Xai

## Província deInhambane
- Funhalouro
- Govuro
- Homoíne
- Inhambane
- Inharrime
- Inhassoro
- Jangamo
- Mabote
- Massinga
- Maxixe
- Morrumbene
- Panda
- Vilanculos e
- Zavala

## Província deManica
- Bárue
- Chimoio
- Gondola
- Guro
- Macate
- Machaze
- Macossa
- Manica
- Mossurize
- Sussundenga
- Tambara e
- Vanduzi

## Província deMaputo
- Boane
- Magude
- Manhiça
- Marracuene
- Matola
- Matutuíne
- Moamba e
- Namaacha

## Província deNampula
- Angoche
- Eráti
- Ilha de Moçambique
- Lalaua
- Larde
- Liúpo
- Malema
- Meconta
- Mecubúri
- Memba
- Mogincual
- Mogovolas
- Moma
- Monapo
- Mossuril
- Muecate
- Murrupula
- Nacala-a-Velha
- Nacala Porto
- Nacarôa
- Nampula
- Rapale e
- Ribaué

## Província deNiassa
- Chimbonila
- Cuamba
- Lago
- Lichinga
- Majune
- Mandimba
- Marrupa
- Maúa
- Mavago
- Mecanhelas
- Mecula
- Metarica
- Muembe
- N'gauma
- Nipepe e
- Sanga

## Província deSofala
- Beira
- Búzi
- Caia
- Chemba
- Cheringoma
- Chibabava
- Dondo
- Gorongosa
- Machanga
- Maringué
- Marromeu
- Muanza e
- Nhamatanda

## Província deTete
- Angónia
- Cahora-Bassa
- Changara
- Chifunde
- Chiuta
- Dôa
- Macanga
- Magoé
- Marara
- Marávia
- Moatize
- Mutarara
- Tete
- Tsangano e
- Zumbo

## Província daZambézia
- Alto Molócue
- Chinde
- Derre
- Gilé
- Gurué
- Ile
- Inhassunge
- Luabo
- Lugela
- Maganja da Costa
- Milange
- Mocuba
- Mocubela
- Molumbo
- Mopeia
- Morrumbala
- Mulevala
- Namacurra
- Namarroi
- Nicoadala
- Pebane
- Quelimane

## Província daCidade de Maputo
A cidade de Maputo não contém distritos do mesmo nível das outras províncias. Entretanto, subdivide-se em 7 distritos, urbanos e municipais:

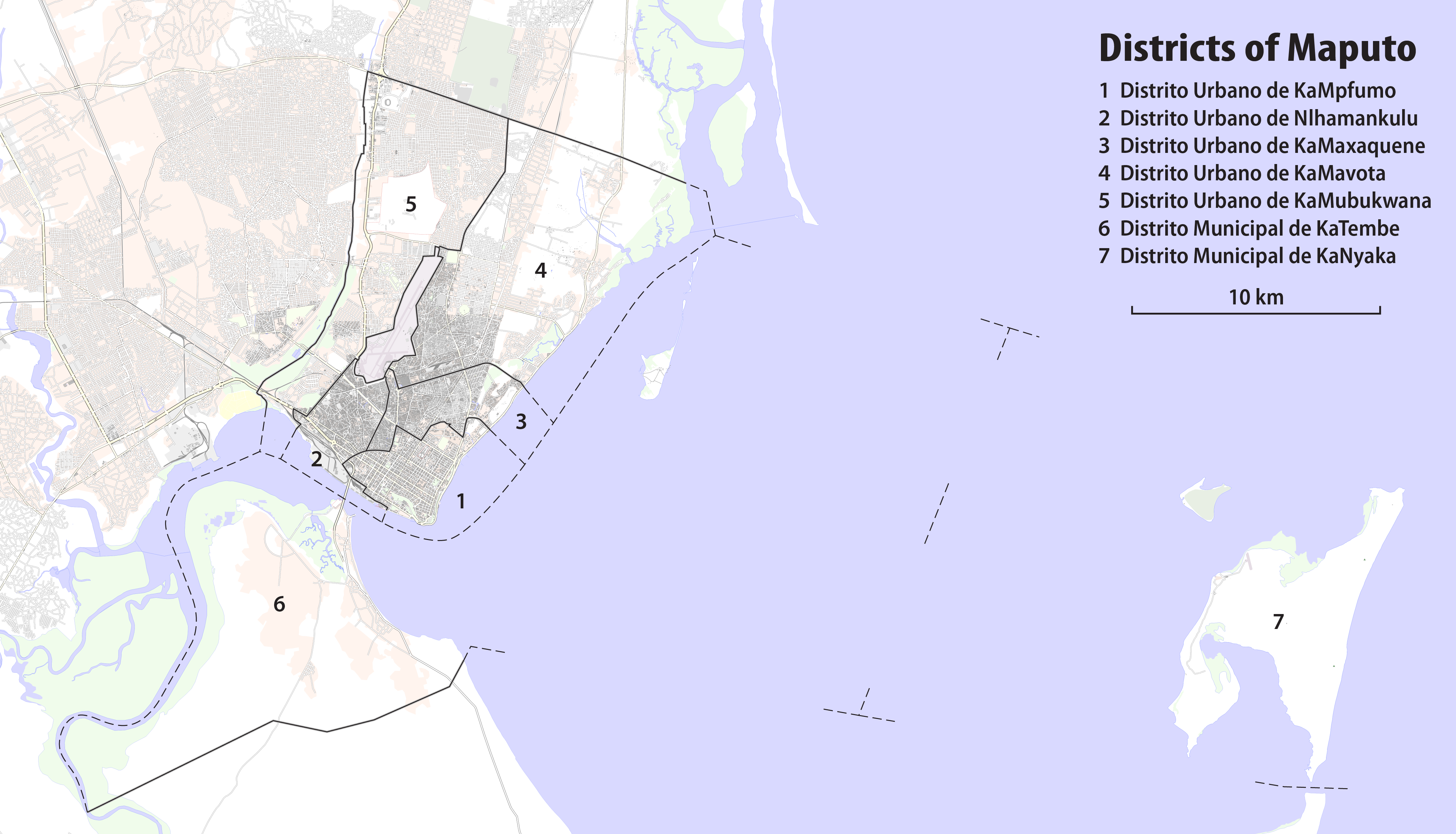

1. Distrito Urbano de KaMpfumo
2. Distrito Urbano de Nlhamankulu
3. Distrito Urbano de KaMaxaquene
4. Distrito Urbano de KaMavota
5. Distrito Urbano de KaMubukwana
6. Distrito Municipal de KaTembe
7. Distrito Municipal de KaNyaka